# Universidad de la República (Bauwerk)

Universidad de la República, Hauptgebäude der Facultad de Derecho

Die Universidad de la República ist ein Bauwerk in der uruguayischen Landeshauptstadt Montevideo.
Das infolge eines 1906 zu seiner Errichtung durchgeführten Wettbewerbs erbaute und am 22. Januar 1911 eingeweihte Gebäude befindet sich im Barrio Cordón an der Avenida 18 de Julio 1824 sowie an den Straßen Edouardo Acevedo, Guayabo und Pje. Emilio Frugoni. Als Architekten zeichneten Juan María Aubriot und Silvio Geranio verantwortlich. Das Bauwerk ist Hauptgebäude der Juristischen Fakultät (Facultad de Derecho) und beherbergt zudem den Sitz und das Rektorat der Universidad de la República (UdelaR). Die Architektur des Gebäudes weist Einflüsse der Renaissance auf.
Seit 1975 ist das Gebäude als Monumento Histórico Nacional klassifiziert.